# Sil
Pour les articles homonymes, voir SIL.
Le Sil est un affluent du Minho en Galice, dans le nord-ouest de l'Espagne.
Le Sil est long de 225 km, et est à leur jonction à Os Peares, plus important que le Minho tant par sa longueur que par son débit. La principale localité arrosée par le Sil est Ponferrada.

## Localisation
Il naît au pied de la Peña Orniz dans la cordillère Cantabrique à 1 980 m d'altitude près des villages de la Cueta et de Torre de Babia.
Il traverse, entre autres, les villes de Villablino, Ponferrada, O Barco de Valdeorras, Rúa, Quiroga et Ribas de Sil, en plus de la réserve de la biosphère de la vallée de la Laciana (es) peu après sa source.
Quelques kilomètres après le canyon du Sil, Il rejoint le Minho dans la région de la Ribeira Sacra, à la localité de Los Peares, à la frontière entre les provinces de Lugo et Ourense.
En général, la toponymie des cours d'eau est effectuée en tenant compte de sa longueur à sa confluence. Le Sil ne dépasse pas la longueur du Minho, avec environ 20 kilomètres de moins, mais son débit est plus important.

## Principaux affluents
- En rive gauche
  - Valseco
  - Boeza
  - Oza
  - Cabrera
  - Bibey (es)

- En rive droite
  - Caboalles
  - Valdeprado
  - Barredos
  - Cúa
  - Selmo
  - Soldón (es)
  - Lor (es)
  - Cabe